# 大胡站

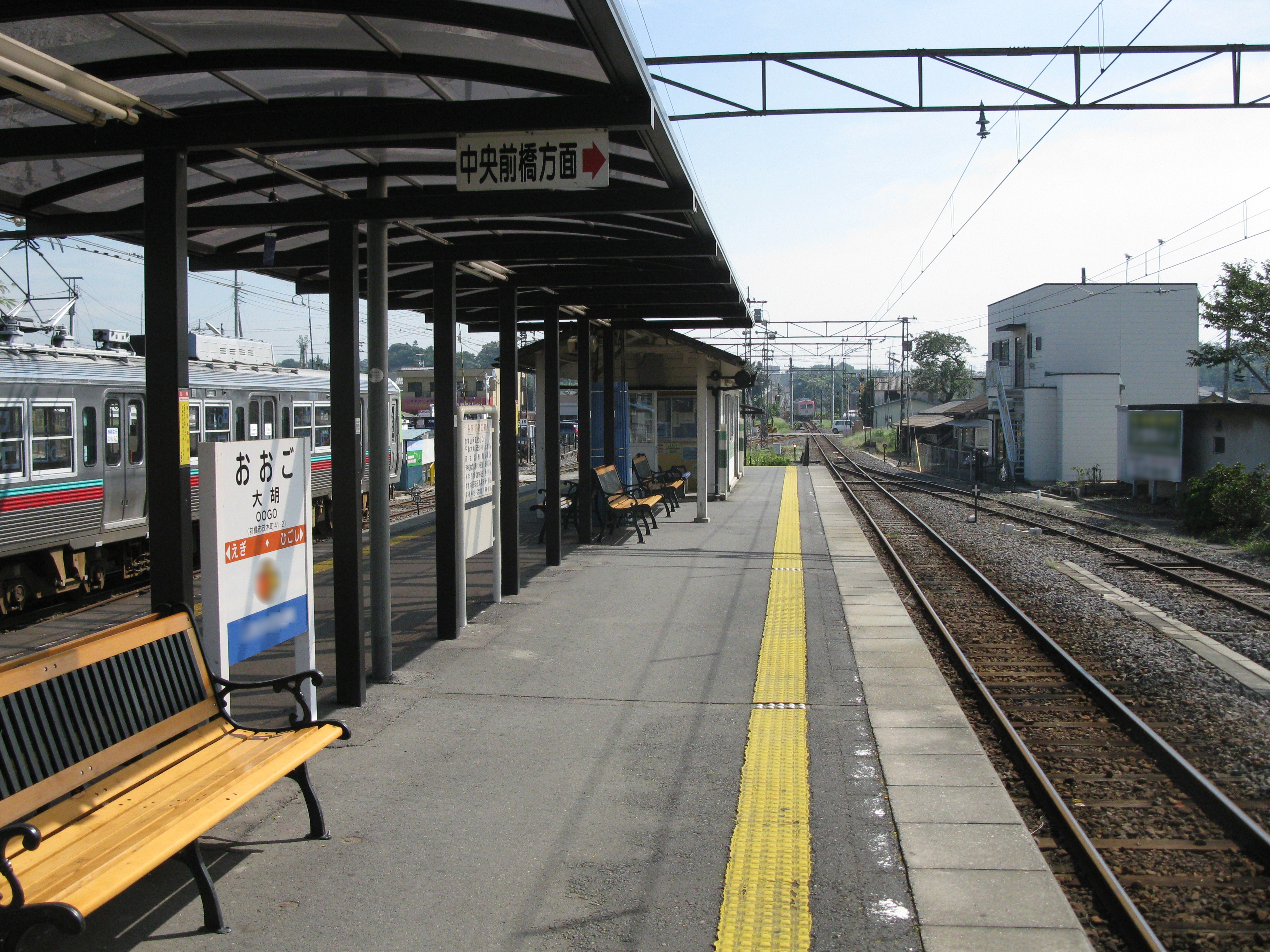
月台（2010年9月）

大胡站（日语：／ Ōgo eki */?）是位於群馬縣前橋市茂木町41番2號，上毛電氣鐵道的上毛線車站。

## 歷史
- 1928年（昭和3年）11月10日 - 車站啟用[1]。
- 2007年（平成19年）7月31日 - 車站大樓與周邊設備登錄成為登錄有形文化財。

上毛電氣鐵道曾經取得鐵路線許可，以大胡起點連接本庄，後來由於資金問題而沒有建設鐵路線。現時，此站以赤城南面的觀光據點車站而知名。

## 車站構造
本站是地面車站，設有1面2線的島式月台。此站是直營車站。車站鄰接上毛電氣鐵道唯一的車廠——大胡電車庫。此站設有列車夜間停泊。
車站大樓、車廠、變電站、受電塔和避雷針塔被登錄在登錄有形文化財和縣近代化遺產。

### 月台
| 月台 | 路線    | 方向         |
| ---- | ------- | ------------ |
| 1    | ■上毛線 | 中央前橋方向 |
| 2    | ■上毛線 | 西桐生方向   |

## 使用狀況
以下為近年1日平均上下車人次變化。
| 上下車人次變化 | 上下車人次變化 |
| 年度           | 1日平均人次    |
| -------------- | -------------- |
| 2011年         | 777            |
| 2012年         | 800            |
| 2013年         | 858            |
| 2014年         | 818            |
| 2015年         | 863            |

## 車站周邊
- 前橋市政廳（日语：前橋市役所）大胡分所（舊大胡町（日语：大胡町）公所）
- 大胡郵局（日语：大胡郵便局）
- 前橋市市民文化會館大胡分館
- 大胡公民館圖書館
- 群馬縣立前橋東商業高等學校（日语：群馬県立前橋東商業高等学校）（2009年（平成21年）關校）
- 前橋市立大胡中學（日语：前橋市立大胡中学校）
- 前橋市立大胡小學（日语：前橋市立大胡小学校）
- 桐生整形外科
- 鐘鳴丘少年之家（日语：鐘の鳴る丘少年の家）

## 巴士路線
- 日本中央巴士（日语：日本中央バス）
  - 經駒形站前往高崎站〔在2009年（平成21年）3月21日開始運行〕
- 赤城的士（日语：赤城タクシー）
  - 需求巴士（日语：デマンドバス）〔預約制〕

## 其他
- 在2006年（平成18年），電影《不能看的秘密（日语：暗いところで待ち合わせ）》在此站取景。
- 鄰接大胡電車庫中，在毎年1月、4月、10月的鐵路之日前後會舉行「上毛電鐵感謝嘉年華」。

## 相鄰車站
上毛電氣鐵道
上毛線
江木－大胡－樋越

## 注腳
1. ↑  「地方鉄道運輸開始」『官報』1928年11月19日（國立國會圖書館數碼化收藏）
2. ↑  国土数値情報(駅別乗降客数データ)  （页面存档备份，存于） - 国土交通省、2020年9月21日參閲

## 外部連結
- 上毛電氣鐵道　沿線資訊 （页面存档备份，存于）（日語）